# Nepezzano
Nepezzano è una frazione del comune di Teramo, sita a circa 6 km dal capoluogo.

## Storia
La località è citata per la prima volta su documenti antichi nel secolo XII, in occasione della Rassegna dei Feudatari esistenti nella Contea Aprutina.
Nei documenti vi si legge che Maccabeo Melatino coi suoi consanguinei dichiarava di possedere Monticello, Campora e Nepezzano.
Secondo lo storico Niccola Palma, il castello del feudatario doveva sorgere nella collina denominata Colle Marino dove si notavano (ai suoi tempi e quindi agli inizi dell'Ottocento), ancora ruderi "lungo la strada distrettuale, e donde si ha di prospetto la veduta del villaggio e del suo territorio".
Il Palma scrive che fu trovata la "ventesima lapide" con la scritta: Iter. Privat fundi Nepotiani un cippo che probabilmente si riferisce all'accesso al terreno di un Nepoziano. Da qui il nome di Nepezzano. Il Nepotiano citato nella lapide forse era uno di quei coloni romani che ebbero l'assegamento di una quota nell'Agro Pretuziano ossia nel territorio di Petrut (l'antico nome di Teramo).
Dal punto di vista ecclesiastico, il castello del paese nel 1188, in virtù di una Bolla di Clemente III, fu assoggettato a San Nicolò a Tordino, insieme alla sua chiesa di San Martino e a tutto il suo territorio, restandovi fino all'abolizione della "Nullius" di San Nicolò a Tordino.
Nel 1351 Nepezzano fu definitivamente unito al comune di Teramo.
Sul finire del secolo XVI sbarcarono nel teramano diverse colonie di Schiavoni, provenienti dalla Dalmazia.
Si stabilirono a Cologna (oggi frazione del comune di Roseto degli Abruzzi) abitando in pagliai o pingiaie (o pingiare ossia le case di terra cruda) e altri nei pressi di Nepezzano in un casale che sorgeva nel luogo ove oggi è sita la frazione chiamata Villa Schiavoni. Un gruppo di questi esuli andò ad abitare anche dentro Teramo, dove costituirono una colonia interamente appartata. Eressero una propria cappella nella Cattedrale, dedicandola a San Nicola di Bari, con relativa Confraternita dedicata a persone della loro gente.
Il 23 giugno 1809 i due paesi di Ripattone e Nepezzano furono occupati dai briganti e ne ebbero a soffrire molto.
La chiesa di Nepezzano fu restaurata nel 1931 dal parroco Domenico Pirocchi che eresse anche il campanile al posto di una piccola torre campanaria.
La strada di accesso alla chiesa è stata realizzata nel 1927.
La famiglia Di Domenicantonio per secoli ha avuto vasti possedimenti a Nepezzano, Villa Schiavoni e in località Coste Sant'Agostino nei pressi di Teramo.

## Chiesa di San Lorenzo
La chiesa risale al XIII secolo, ed ha mantenuto un aspetto medievale gotico. Ha muratura in ciottoli di fiume, visibile nella parte di base della facciata. Infatti il perimetro è intonacato di rosso pompelmo. 
La facciata a capanna ha un rosone e portale a sesto acuto. Tale portale ha una lunetta affrescata nel Novecento, con la Madonna col Bambino. Per ogni lato della pianta vi sono tre monofore gotiche. Il campanile è del 1931, a torre con cuspide a cono.